# تيم جونز
تيم جونز (بالإنجليزية: Tim Jones )‏ (و. 1971 – م) هو سياسي، من الولايات المتحدة الأمريكية، ولد في سانت باول، مينيسوتا، هو عضوٌ في الحزب الجمهوري.

## مناصب
تولى منصب عضو مجلس النواب ميسوري.

## التعليم
تعلم في St. John's University (New York City) ‏، وجامعة فوردهام.